# Yves Hocdé
Yves Hocdé, född den 29 april 1973 i Nantes i Frankrike, är en fransk roddare.
Han tog OS-guld i lättvikts-fyra utan styrman i samband med de olympiska roddtävlingarna 2000 i Sydney.